# Joeropsis bifasciatus
Joeropsis bifasciatus is een pissebed uit de familie Joeropsididae. De wetenschappelijke naam van de soort is voor het eerst geldig gepubliceerd in 1984 door Kensley.